# Wacław Micuta
Waclaw Micuta (pseudonyme Wacek) né à Pétrograd le 6 décembre 1915 et mort à Genève le 21 septembre 2008 est un économiste polonais, fonctionnaire des Nations unies, vétéran de la Seconde Guerre mondiale. En septembre 1939, il participe à la défense de la Pologne, face à l'invasion des troupes allemandes. En 1944, il prend part à l'Insurrection de Varsovie et commande un des deux chars Panzer capturés par les insurgés.

## Biographie
Waclaw Micuta né à Pétrograd, en Russie, dans une famille polonaise de la région de Kresy. Il est le fils de Leonard Micuta (1885-1916) et de Wanda Pawłowicz (1880-1956). En 1922, sa famille déménage à Poznań, où il termine ses études secondaires et étudie l'économie. Il est actif dans le mouvement scout. Il termine son service militaire à l'École des Cadets de l'artillerie à Włodzimierz Wołyński, où il a reçu le grade de lieutenant de réserve à Włodzimierz Wołyński, dans l'est de la Pologne (actuelemrnt en Ukraine), avec le grade de lieutenant de réserve. Après avoir reçu diplôme en juin 1939, il devient le secrétaire du voïvode de Silésie, Michał Grażyński (pl), juste avant le déclenchement de la guerre.
Mobilisé, il participe à la campagne de septembre 1939, combattant, entre autres, à la bataille de la Bzura. Le 19 septembre, lors d'une attaque contre les positions allemandes à Laski, il est gravement blessé à la main droite. Capturé et envoyé dans un camp de prisonniers de guerre allemand, il s'en échappé en 1940 et rentre à Varsovie. Là, il rencontre Jan Nowak qui le fait entrer dans la résistance armée. Il est adjudant du major Jan Włodarkiewicz. En septembre 1940, il devient instructeur des Szare Szeregi(littéralement en français : Rangs Gris). En 1941, il est instructeur à Lwów jusqu'en juillet 1942, date à laquelle il est arrêté par la Gestapo. Sous l'interrogation et la torture, il ne confesse rien et n'abandonne aucun de ses camarades clandestins. Grâce aux efforts de ses amis, il est libéré, après plusieurs mois. Il reprend ses activités clandestines et est nommé lieutenant.
En été 1944, il retourne à Varsovie, où il est affecté au Bataillon Zośka essentiellement composé des Szare Szeregi. Pendant l'insurrection de Varsovie, le bataillon s'empare de deux chars Panzer et Micuta est nommé commandant d'un nouveau peloton blindé (unique en son genre du côté des insurgés) qui combat à Varsovie, dans le quartier de Wola. Il participe ainsi à la libération du  camp de Gęsiówka. Quelque 350 Juifs polonais, grecs, hongrois et français sont libérés. Parmi eux, Henryk Lederman (pl) organise un bataillon qui se place sous les ordres de Micuta pour le reste du soulèvement. Le 11 août 1944, les insurgés doivent abandonner les deux chars lourdement endommagés et évacuent Wola par le réseau d'égouts de la Vieille ville de Varsovie.